# خوسيه لوتشيانو دي كاسترو
خوسيه لوتشيانو دي كاسترو هو صحفي وسياسي برتغالي، ولد في 14 ديسمبر 1834 في Oliveirinha ‏ في البرتغال، وتوفي في 9 مارس 1914 في أناديا في البرتغال. نشط حزبياً في Progressive Party (Portugal) ‏. وقد انتخب وزير.